# Fallout (серия игр)
Fallout (с англ. — «Выпадение радиоактивных осадков» МФА: [fʲəɫaʊt]; в России неофициально издавалась под названием «Возрождение») — серия постапокалиптических компьютерных ролевых игр, выпущенных компаниями Interplay Entertainment, Black Isle Studios, Micro Forté, Bethesda Softworks и Obsidian Entertainment. Действие происходит после ядерной войны на территории США, которая превратилась в радиоактивную пустыню и охвачена анархией.
Хотя события и помещены в далёкое будущее, спустя десятки лет после ядерного конфликта, Fallout отличается характерным ретрофутуристическим стилем, вдохновлённым массовой культурой 40—50-х годов XX века. Игры основной серии, обладая большим открытым миром, позволяют свободно исследовать разнообразные локации и решать задачи различными способами.

## Игры
| 1997 | Fallout                               |
| 1998 | Fallout 2                             |
| 1999 |                                       |
| 2000 |                                       |
| 2001 | Fallout Tactics: Brotherhood of Steel |
| 2002 |                                       |
| 2003 |                                       |
| 2004 | Fallout: Brotherhood of Steel         |
| 2005 |                                       |
| 2006 |                                       |
| 2007 |                                       |
| 2008 | Fallout 3                             |
| 2009 |                                       |
| 2010 | Fallout: New Vegas                    |
| 2011 |                                       |
| 2012 |                                       |
| 2013 |                                       |
| 2014 |                                       |
| 2015 | Fallout Shelter                       |
| 2015 | Fallout 4                             |
| 2016 |                                       |
| 2017 |                                       |
| 2018 | Fallout 76                            |

### Основная серия
| Название игры | Разработчик           | Издатель                | Даты выхода и платформы                                                                             |
| ------------- | --------------------- | ----------------------- | --------------------------------------------------------------------------------------------------- |
| Fallout       | Black Isle Studios    | Interplay Entertainment | - 1997 — MS-DOS, Windows, Mac OS - 2002 — macOS                                                     |
| Fallout 2     | Black Isle Studios    | Interplay Entertainment | - 1998 — Windows - macOS                                                                            |
| Fallout 3     | Bethesda Game Studios | Bethesda Softworks      | - 2008 — Windows, PlayStation 3, Xbox 360                                                           |
| Fallout 4     | Bethesda Game Studios | Bethesda Softworks      | - 2015 — Windows, PlayStation 4, Xbox One - 2017 — HTC Vive - 2024 — PlayStation 5, Xbox Series X/S |
| Fallout 5     | Bethesda Game Studios | —                       | TBA                                                                                                 |

### Спин-оффы и ответвления
| Название игры                         | Разработчик                             | Издатель                | Даты выхода и платформы                                                                          |
| ------------------------------------- | --------------------------------------- | ----------------------- | ------------------------------------------------------------------------------------------------ |
| Fallout Tactics: Brotherhood of Steel | Micro Forté                             | Interplay Entertainment | - 2001 — Windows                                                                                 |
| Fallout: Brotherhood of Steel         | Interplay Entertainment                 | Interplay Entertainment | - 2004 — PlayStation 2, Xbox                                                                     |
| Fallout: New Vegas                    | Obsidian Entertainment                  | Bethesda Softworks      | - 2010 — Windows, PlayStation 3, Xbox 360                                                        |
| Fallout Shelter                       | Bethesda Softworks Behavior Interactive | Bethesda Softworks      | - 2015 — Android, iOS - 2016 — Windows - 2017 — Xbox One - 2018 — PlayStation 4, Nintendo Switch |
| Fallout 76                            | Bethesda Game Studios                   | Bethesda Softworks      | - 2018 — Windows, PlayStation 4, Xbox One                                                        |

### Отменённые игры
| Название игры                   | Разработчик                              |
| ------------------------------- | ---------------------------------------- |
| Fallout Extreme                 | 14 Degrees East                          |
| Fallout Tactics 2               | Micro Forté                              |
| Van Buren                       | Black Isle Studios                       |
| Fallout: Brotherhood of Steel 2 | Interplay Entertainment                  |
| Project V13 (Fallout Online)    | Interplay Entertainment Masthead Studios |

### Дополнения
| Название оригинальной игры | Название дополнения   | Даты выхода и платформы                           |
| -------------------------- | --------------------- | ------------------------------------------------- |
| Fallout 3                  | Operation: Anchorage  | - 2009 — Windows, PlayStation 3, Xbox 360         |
| Fallout 3                  | The Pitt              | - 2009 — Windows, PlayStation 3, Xbox 360         |
| Fallout 3                  | Broken Steel          | - 2009 — Windows, PlayStation 3, Xbox 360         |
| Fallout 3                  | Point Lookout         | - 2009 — Windows, PlayStation 3, Xbox 360         |
| Fallout 3                  | Mothership Zeta       | - 2009 — Windows, PlayStation 3, Xbox 360         |
| Fallout: New Vegas         | Dead Money            | - 2010 — Xbox 360 - 2011 — Windows, PlayStation 3 |
| Fallout: New Vegas         | Honest Hearts         | - 2011 — Windows, PlayStation 3, Xbox 360         |
| Fallout: New Vegas         | Old World Blues       | - 2011 — Windows, PlayStation 3, Xbox 360         |
| Fallout: New Vegas         | Lonesome Road         | - 2011 — Windows, PlayStation 3, Xbox 360         |
| Fallout: New Vegas         | Gun Runners’ Arsenal  | - 2011 — Windows, PlayStation 3, Xbox 360         |
| Fallout: New Vegas         | Courier’s Stash       | - 2011 — Windows, PlayStation 3, Xbox 360         |
| Fallout 4                  | Automatron            | - 2016 — Windows, PlayStation 4, Xbox One         |
| Fallout 4                  | Wasteland Workshop    | - 2016 — Windows, PlayStation 4, Xbox One         |
| Fallout 4                  | Far Harbor            | - 2016 — Windows, PlayStation 4, Xbox One         |
| Fallout 4                  | Contraptions Workshop | - 2016 — Windows, PlayStation 4, Xbox One         |
| Fallout 4                  | Vault-Tec Workshop    | - 2016 — Windows, PlayStation 4, Xbox One         |
| Fallout 4                  | Nuka-World            | - 2016 — Windows, PlayStation 4, Xbox One         |

## Состав разработчиков

### Основная серия
| Год  | Игра      | Руководители   | Продюсер(ы)               | Геймдизайнер(ы)                  | Сценарист(ы)    | Композитор(ы)            |
| ---- | --------- | -------------- | ------------------------- | -------------------------------- | --------------- | ------------------------ |
| 1997 | Fallout   | Фергус Уркхарт | Тим Кейн                  | Кристофер Тайлор                 | Марк О'Грин     | Марк Морган              |
| 1998 | Fallout 2 | Фергус Уркхарт | Эрик ДеМилт               | Фергус Уркхарт, Мэтью Дж. Нортон | Марк О'Грин     | Марк Морган, Рик Джексон |
| 2008 | Fallout 3 | Тодд Говард    | Эшли Ченг, Гэвин Картер   | Эмиль Пальяруло                  | Эмиль Пальяруло | Инон Цур                 |
| 2015 | Fallout 4 | Тодд Говард    | Эшли Ченг, Джефф Гардинер | Эмиль Пальяруло                  | Эмиль Пальяруло | Инон Цур                 |

### Спин-оффы и ответвления
| Год  | Игра                                  | Руководители   | Продюсер(ы)                                              | Геймдизайнер(ы)                                   | Сценарист(ы)    | Композитор(ы)                                      |
| ---- | ------------------------------------- | -------------- | -------------------------------------------------------- | ------------------------------------------------- | --------------- | -------------------------------------------------- |
| 2001 | Fallout Tactics: Brotherhood of Steel | Эдвард Орман   | Тони Окден                                               | Эдвард Орман                                      | Дэниел Левин    | Инон Цур                                           |
| 2004 | Fallout: Brotherhood of Steel         | Марк Тил       | Чарльз Куэвас                                            | Крис Пасетто                                      | Рене Хакики     | Крэйг Стюарт Гарфинкл, Девин Таунсенд, Мэтт Грубер |
| 2010 | Fallout: New Vegas                    | Джош Сойер     | Майки Даулинг, Джейсон Фейдер, Мэтт Сингх, Тесс Тредуэлл | Джош Сойер                                        | Джон Гонсалес   | Инон Цур                                           |
| 2015 | Fallout Shelter                       | Крейг Лафферти | Крейг Лафферти                                           | Эммануэль Харди-Сенекал, Томас Энрикес, Яник Невё | Эмиль Пальяруло | —                                                  |
| 2018 | Fallout 76                            | Джефф Гардинер | Скотт Мэлоун                                             | Эмиль Пальяруло                                   | Эмиль Пальяруло | Инон Цур                                           |

## Общие сведения
Мир игровой серии представляет собой альтернативную ветвь истории, которая отделилась от традиционной в промежутке десяти лет после Второй мировой войны. В ней никогда не был изобретён транзистор, зато вакуумные трубки и ядерная физика стали краеугольными камнями научного прогресса. Раннее достижение технологических устремлений, которые были распространены в ту эпоху, навсегда заморозило культуру на рубеже 1950-х годов, добавив в неё элементы атомпанка. Компьютеры и телефоны середины XX века существовали наравне с роботами и энергетическим оружием. Паранойя Холодной войны также никуда не ушла и продолжала доминировать.
Энергетический кризис и различные политические разногласия между странами, в конечном счёте, стали причиной двухчасового обмена ядерными ударами, произошедшего 23 октября 2077 года, который позже получил название «Великая Война» и в результате которого США превратились в постъядерные пустоши — основное место действия серии Fallout. Война продолжалась всего несколько часов. В этот день США, коммунистический Китай и другие великие державы (в том числе СССР, который в мире Fallout не распался) выпустили друг по другу большую часть своих ядерных арсеналов. Первые ракеты запустил Китай — в ответ на разработку в США вируса «рукотворной эволюции» (FEV). Большая часть человечества погибла в этот день или первые годы после него.
Правительство США, предвидя возможность ядерного апокалипсиса, начало в 2054 году в сотрудничестве с корпорацией «Волт-Тек» (англ. Vault-Tec) национальный проект по постройке убежищ. Доподлинно неизвестно, ставилась ли задача спасти часть населения для последующей реколонизации. К 2077 году было готово более 100 таких убежищ, причём значительная их часть являлась площадкой для чудовищных экспериментов над людьми.
В годы, которые последовали за Великой Войной, территория США превратилась в то, что принято называть Пустошью (англ. Wasteland). Радиационному облучению подверглось практически всё, что находилось на поверхности. Усугубляя это обстоятельство, в атмосферу попало биологическое оружие, а именно разработанный до войны вирус ВРЭ, из-за которого мутировали многие формы жизни. Например, таким образом появились супермутанты.
Бартер стал основным видом торговли. Бутылочные крышки (крышки от «ядер-колы», не производящейся больше, но до войны пользовавшейся бешеной популярностью и произведённой на столетия вперёд, либо от «Сансет Саспариллы», популярного лимонада) использовались в качестве валюты. В Fallout 2 им на смену пришли золотые монеты. В Fallout: New Vegas параллельно с бутылочными крышками используются валюты НКР и Легиона Цезаря.
Многие, кто находился во время бомбардировки вне убежища, под воздействием лучевой болезни превратились в зомбиподобных существ (гулей), в некоторых случаях сохранивших человеческий разум.
На руинах послевоенной Америки образовалось множество фракций. Благодаря торговле крошечные деревеньки постепенно набрали силу — так появилась, например, Шэйди-Сэндс, из которой выросла могущественная Новая Калифорнийская Республика. В крупных городах вроде Нью-Рино, Питта и Нового Вегаса расцвела организованная преступность и работорговля. Братство Стали, сформированное бывшими солдатами армии США, с веками превратилось в могущественный рыцарский орден, озабоченный прежде всего сбережением знаний и технологий.

## История
Первая игра в серии была выпущена в 1997 году. Изначально игру планировалось разрабатывать в правилах GURPS. Однако, после размолвки с создателем этой системы — Стивом Джексоном, Black Isle Studios пришлось придумать S.P.E.C.I.A.L. Fallout 2 был выпущен в 1998 году и имел некоторые улучшения как в движке, так и в геймплее. Появился специальный интерфейс управления напарниками, возможность отодвигать NPC, если он загородил собой дверной проём.
Fallout Tactics разрабатывалась студией Micro Forte и вышла в 2001 году. В отличие от игр основной серии в ней был усилен тактический элемент, тогда как ролевая составляющая ушла на второй план. Tactics выгодно отличалась от своих предшественников новым графическим движком, в котором можно было поменять разрешение экрана, и более красивыми спецэффектами. Brotherhood of Steel вышла в 2004 году и стала первой игрой серии, которая появилась на консолях. Игра, практически, не имеет ничего общего с главной серией, за исключением сеттинга. Она принадлежит жанру action/RPG, в ней отсутствуют NPC напарники и даже музыкальная тема представляет собой треки в жанре хеви-метал, что значительно контрастирует с атмосферой, создаваемой композициями The Ink Spots. Это была последняя Fallout игра, разработанная Interplay.
В 2004 году права на серию Fallout были куплены компанией Bethesda Softworks за 6,000,000 долларов.
Fallout 3 был разработан Bethesda Game Studios и вышел в 2008 году. В отличие от предыдущих игр серии, которые выполнены в изометрической проекции, новый Fallout получил полностью объёмный движок.
Fallout: New Vegas был выпущен студией Obsidian Entertainment в 2010 году. Команда включала в себя разработчиков, которые ранее трудились над оригинальной Fallout и Fallout 2.
Fallout 4 вышла 10 ноября 2015 года. Одним из интересных её аспектов является то обстоятельство, что протагонист получил озвучку, впервые за всю историю серии. Чтобы это стало возможно, двум актёрам озвучивания (для мужского и женского персонажа) на протяжении 2.5 лет работы пришлось записать 13.000 реплик каждому.
Fallout Shelter была впервые представлена на конференции Bethesda в рамках E3 2015. Игроку предлагается выступить в роли Смотрителя — следить за количеством ресурсов, безопасностью и даже посылать обитателей в Пустошь. Распространяется бесплатно.
Игра Fallout 76 была анонсирована 30 мая 2018 года компанией Bethesda Softworks в прямой трансляции с помощью сервиса Twitch.tv после 24-часового эфира. На пресс-конференции в рамках Electronic Entertainment Expo, прошедшей 10 июня 2018 года, Тодд Говард подтвердил, что Fallout 76 станет первой многопользовательской онлайн-игрой в серии, при этом возможность одиночной игры будет присутствовать. Запуск игры запланирован на 14 ноября 2018 года.
Помимо перечисленных выше игр в разное время в разработке находились и другие части франшизы, которые были отменены:
Fallout Extreme — название проекта, который находился в разработке несколько месяцев в 2000 году, однако был отменён из-за отсутствия общего концепта, на котором можно было построить игру. Проект «Van Buren» - кодовое название игры, которую некогда разрабатывала Black Isle, с тем чтобы она в итоге превратилась в Fallout 3. Наиболее значимыми изменениями по сравнению с прошлыми играми должны были стать — новый объёмный движок в привычной изометрической проекции и обновлённая система S.P.E.C.I.A.L. Сюжет никак не затрагивал ни «Выходца из Убежища 13», ни его потомков. Van Buren был отменён в декабре 2003 года в связи с урезанием бюджета и с последующим решением распустить команду PC разработчиков. В итоге, Interplay продала права на серию студии Bethesda Softworks, которая сделала свой Fallout 3. Технические наработки Van Buren никогда не были использованы. Однако же, идеи, созданные для проекта, присутствуют как в Fallout 3 и его дополнениях, так и в Fallout: New Vegas. Fallout: Brotherhood of Steel 2 — не вышедшее продолжение Brotherhood of Steel. Разработка сиквела началась ещё до завершения работы над первой игрой и отчасти стала причиной отмены Van Buren. Brotherhood of Steel 2 должна была появиться к Рождеству 2004 года и снова использовать движок Dark Alliance Engine. Планировалось добавить в игру кооперативный режим, систему скрытности, расширить арсенал оружия и сделать новые виды врагов. Fallout Online (так же известная как Project V13) — отменённая игра студий Interplay и Masthead, которая должна была стать первой MMORPG в сеттинге Fallout. В 2008 году было официально объявлено о начале разработки. Однако же, уже в 2009 году, Bethesda подала иск против Interplay, утверждая что та нарушила условия договора, и работа над игрой до сих пор не ведётся. 2 января 2012 года стороны разбирательства пришли к соглашению, по которому Fallout Online отменяется, а все права на франшизу переходят к Bethesda.

## Сюжет
События оригинальной Fallout происходят на территории Южной Калифорнии в 2161 году. Протагонист получает задание отыскать в Пустошах водный чип. В процессе выполнения своего квеста герой обнаруживает на поверхности куда большую опасность, нежели оставить убежище без запасов питьевой воды, в лице армии Создателя. Простая курьерская миссия превращается в битву за будущее всего человечества.
События второй части серии происходят через 80 лет после завершения оригинальной игры и вращаются вокруг потомка «Выходца из убежища», который должен спасти свою деревню, найдя в Пустошах некий чемодан — G.E.C.K., в котором содержится довоенная технология, позволяющая организовывать поселения даже в заведомо враждебной окружающей среде. Простое задание повторно превращается в сражение за судьбу всего мира.
В Fallout Tactics: Brotherhood of Steel игроку предоставляется возможность возглавить группу паладинов Братства Стали, которые будут путешествовать вместе с ним по Пустошам и выполнять разнообразные задания. Сюжет Fallout: Brotherhood of Steel рассказывает о рекруте Братства Стали, которому поручена опасная миссия по спасению нескольких пропавших паладинов.
События Fallout 3 начинаются через 30 лет после Fallout 2 и через 200 лет после ядерной войны. Главный герой — житель Убежища 101, вынужден выйти на поверхность, чтобы избежать ареста, после того как его отец бесследно исчез. Он оказывается в Пустошах около Вашингтона, где и начинаются его приключения.
События Fallout: New Vegas происходят через четыре года после Fallout 3 в Пустошах вокруг Нью-Вегаса (до Великой войны этот город назывался Лас-Вегасом). Главный герой является обычным обитателем Пустошей, известным игроку просто как Курьер.
Основные действия сюжета Fallout 4 разворачивается в окрестностях Бостона, штат Массачусетс, в 2287 году. История вращается вокруг «Одинокого Выжившего», который провёл в криокамере 210 лет.
Действие последней на данный момент игры серии, Fallout 76, происходит в 2102 году, через 25 лет после Великой Войны и за 59 лет до событий оригинальной Fallout, в Западной Виргинии. Игрок берёт под управление одного из выходцев Убежища 76.

## Знаковые элементы

### S.P.E.C.I.A.L.
Система характеристик персонажа S.P.E.C.I.A.L. была создана для оригинальной Fallout, после того как у разработчиков не получилось сделать игру в правилах GURPS.
Аббревиатура составлена из слов Strength (Сила), Perception (Восприятие), Endurance (Выносливость), Charisma (Харизма), Intelligence (Интеллект), Agility (Ловкость) и Luck (Удача). Эти семь основных атрибутов находятся в сложном взаимодействии с навыками и перками, некоторые из которых будут недоступны, если основная для них характеристика имеет недостаточное значение.
Кроме того, в начале игры предлагается выбрать ещё две особенности — трейта, которые тоже могут сильно повлиять на игровой процесс. Существуют и производные от всего перечисленного в виде показателей урона или метаболизма, которыми обладает персонаж. Имеются так же приобретённые состояния, такие как отравления или переломы конечностей.
Несмотря на свою кажущуюся сложность, система очень популярна среди поклонников серии. Она примечательна запоминающейся стилистикой и тесной связью с Волт-Боем.

### Pip-Boy
Pip-Boy (Personal Information Processor; Пип-Бой) — устройство наподобие электронной записной книжки или КПК, разработанное RobCo Industries. Занимает важную роль во всех играх серии и является одной из визитных карточек. Пип-Бой стал первой успешной попыткой создания мобильного компьютера, ещё до Великой Войны. Даже несмотря на то, что прототипы имели огромные размеры, они пользовались чрезвычайной популярностью. Существует в нескольких версиях, поступивших в массовое производство. Работает на Pip-OS.
В Fallout и Fallout 2 присутствует Pip-Boy 2000. Модифицированным вариантом владеют так же паладины Братства Стали в Fallout Tactics. Хранит в себе разную полезную информацию о квестах, карты местности, имеет встроенный будильник. Если внимательно изучить панель устройства, то можно заметить, что, как и вся электроника в сеттинге, Пип-Бой — ламповый. О габаритах и способе транспортировки этой версии ничего неизвестно. В трейлере Fallout 76 был представлен Pip-Boy Mark 6, это можно увидеть по дизайну и надписи на боковой стороне.
В Fallout 3 впервые появился Pip-Boy 3000. Кроме того, что этот Пип-Бой стал носимым, то есть явно показан как надеваемый на предплечье, его функции в игре значительно расширились. Например, все операции с инвентарём, осуществляются исключительно через него. Может быть использован как фонарик. В Fallout 4 игрок получил Pip-Boy 3000 Mark 4. Известно, что девайс оснащён 64 килобайтами RAM и работает на Pip-OS v7.1.0.8, которая выпущена в 2075 году. В нём имеется опция работы с картриджами, они же голозаписи.

### Vault Boy
Vault Boy (Волт-Бой) — представляет собой, ставшее каноническим, стилизованное изображение обитателя убежища. Является одним из важнейших символов серии, наравне с силовой бронёй.
Дизайн персонажа, на тот момент ещё под именем «Скилл Бой», был изначально придуман Леонардом Боярским, на основе Rich Uncle Pennybags из игры Монополия.
Волт-Бой иллюстрирует собой все характеристики, умения и перки системы S.P.E.C.I.A.L., зачастую появляясь вместе со своим женским вариантом — Vault-Girl. Перестал быть статичным со времён Fallout 3. Широко распространён и за пределами игр серии.
Присутствует в случайной встрече Fallout Tactics, где его можно принять в отряд. Несмотря на то, что там он, по недосмотру, назван Пип-Боем, что вообще является распространённой ошибкой, его характерная внешность не оставляет никаких сомнений.

### Power Armor
Power Armor (Силовая Броня; «Пауэр Армор») — броня, оснащённая автономным источником энергии, известная в двух основных вариантах до выхода Fallout 3 и как неразборная до выхода Fallout 4. Знаковый элемент серии.
Является, по сути, обшитым металлическими пластинами экзоскелетом, который стал вершиной развития индивидуальной защиты. Первые её версии (оригинальные Т-45d) появились ещё до Великой Войны (в 2061 году).
Популярность Силовой Брони как символа Fallout вызвана не только тем, что она была и остаётся наилучшим вариантом для выживания в Пустоши, но и тем что её изображение активно использовалось авторами на протяжении всего существования франшизы. Персонажи, одетые в неё, стояли на задниках главного меню, на картинках загрузочных экранов и на обложках коробочных изданий. Поэтому она всегда становилась объектом вожделения задолго до того момента, как игрок её, наконец, получал.

### Комбинезон Убежища
Комбинезон Убежища — это стандартная форма, которую носят обитатели убежища. Обычно представляет собой комплект одежды синего цвета с жёлтым номером или каким-либо другим обозначением на спине.
Комбинезон также является важным элементом серии, хотя его узнаваемость несколько спала в последнее время. Это, в основном, обусловлено тем, что в первых двух частях игрок проводил в нём значительное количество времени, до того как находил какую-либо броню. Чего не происходит в продолжениях. К тому же в Fallout 2 он знаменовал собой преемственность поколений героев, так как Выходец и Избранный, который приходится первому внуком, носят один и тот же комплект. В сиквелах же он не имеет такой значимости.
Так как комбинезон был предназначен для ежедневного ношения внутри Убежищ, а не для вылазок в Пустоши, можно сделать вывод, что в ранних играх предполагалось, что он сшит из мягкой ткани и скорее похож на форму персонажей оригинального сериала Звёздный путь, чем на рабочую одежду инженера.

### V.A.T.S
В Fallout 3, Fallout: New Vegas и Fallout 4 используется «Система автоматизированного наведения Vault-Tec», или V.A.T.S (Vault-tec Auto Targeting System), которая позволяет определять очередность действий при стрельбе по врагам. V.A.T.S. частично схожа с пошаговым режимом Fallout и Fallout 2, из которых разработчики позаимствовали возможность прицеливания в разные части тела. Если задействован V.A.T.S., то игровое время приостанавливается или замедляется. На выстрел или перезарядку тратится некоторое количество очков действия, разное в зависимости от используемого оружия. Против врага-гуманоида V.A.T.S. позволяет выбрать для прицеливания семь различных областей тела: голова, туловище, левая рука, правая рука, оружие, левая нога и правая нога. Однако могут быть и другие доступные цели для негуманоидных существ (например: крылья у дутня, усики у муравья, жало у радскорпиона). При активации V.A.T.S. на экране отображается вероятность попадания в указанную область (в процентах). Данная вероятность рассчитывается исходя из расстояния до цели и навыка владения соответствующим видом оружия. В отличие от предыдущих игр Fallout, прицеливание в глаза или пах невозможно. Существует также шанс на нанесение критического урона. В случае критического попадания или убийства возможно отрывание конечности или обезглавливание противника.

## Другая продукция

### Настольные игры
Fallout: Warfare — настольная ролевая игра в сеттинге Fallout, основанная на сюжетной линии Fallout Tactics, которая использует упрощённую версию системы S.P.E.C.I.A.L. Книга правил для неё была написана Крисом Тейлором и прилагалась к Fallout Tactics Bonus CD, наряду с миниатюрами для вырезания. Для игры необходим десятигранный кубик.

### Кинопродукция
Попытка экранизации по мотивам оригинальной Fallout была предпринята в 1998 году подразделением Interplay Films. Сценаристом картины был назначен Брент В. Фридман. В 2000 году подразделение Interplay Films было ликвидировано, а работа над фильмом прекращена.
В 2011 году по мотивам Fallout 3 и Fallout: New Vegas был создан любительский фильм под названием «Fallout: Nuka Break». Героями фильма выступают Выходец из Убежища 10, его компаньон-гуль по имени Бен и бывшая рабыня. Отдельные сцены представляют собой кукольное представление, также в фильме задействованы CGI-эффекты. Фильм был поделён на шесть частей, которые были размещены на видеохостинге Youtube; первая часть была опубликована в сентябре 2011 года. Обозреватель сайта Gizmodo France отмечал красоту и фотогеничность пустынных пейзажей, представленных в фильме. По мнению рецензента сайта GameFront, «фильм прекрасно передаёт атмосферу Fallout», а в официальном блоге компании Bethesda экранизация была названа «прекрасной работой».
В январе 2013 компанией Bethesda была зарегистрирована торговая марка на научно-фантастический телесериал. Как отмечали сотрудники сайта Dwell On It, права на создание телесериала были защищены компанией ещё в феврале 2009 года. Согласно информации компании, действие сериала разворачивается в мире, пережившем ядерную катастрофу.
В июле 2020 года после нескольких месяцев переговоров было подтверждено, что Amazon Studios лицензировала права на телеадаптацию сериала Fallout. 2 июля 2020 года был выпущен тизер сериала, раскрывающий причастность Amazon и Kilter Films. В сериале также участвовали Bethesda Game Studios и Bethesda Softworks.

## Отзывы и критика
| Игра                                  | GameRankings                           | Metacritic                 |
| ------------------------------------- | -------------------------------------- | -------------------------- |
| Fallout                               | (PC) 89.69% (MAC) 90.00%               | (PC) 89                    |
| Fallout 2                             | (PC) 87.13%                            | (PC) 86                    |
| Fallout Tactics: Brotherhood of Steel | (PC) 80.91%                            | (PC) 81                    |
| Fallout: Brotherhood of Steel         | (PS2) 65.49% (XBOX) 65.58%             | (PS2) 64 (XBOX) 66         |
| Fallout 3                             | (PC) 90.85% (PS3) 90.52% (X360) 92.85% | (PC) 91 (PS3) 90 (X360) 93 |
| Fallout: New Vegas                    | (PC) 83.65% (PS3) 83.11% (X360) 83.84% | (PC) 84 (PS3) 82 (X360) 84 |
| Fallout Shelter                       | (IOS) 72.04% (NS) 65.00%               | (PC) 63 (IOS) 71           |
| Fallout 4                             | (PC) 85.60% (PS4) 88.60% (XONE) 89.79% | (PC) 84 (PS4) 87 (XONE) 88 |
| Fallout 76                            | (PC) 57.33% (PS4) 49.10% (XONE) 49.05% | (PC) 52 (PS4) 53 (XONE) 49 |

Игры серии (за исключением BoS и 76) были высоко оценены профессиональными игровыми изданиями. По данным агрегаторов оценок GameRankings и Metacrtic все 5 основных игр серии (4 номерные части, а также New Vegas) имеют среднюю оценку более чем в 80 баллов из 100 возможных на всех платформах.

## Экранизация
10 апреля 2024 года на стриминговой платформе Prime Video состоялась премьера сериала Фоллаут, который был основан на одноимённой серии игр. Критики в целом положительно оценили картину.